# Wolfram Pirchner
Wolfram Pirchner (ur. 21 kwietnia 1958 w Innsbrucku) – austriacki prezenter telewizyjny, przez wiele lat związany z Österreichischer Rundfunk, a także pisarz, coach i polityk, poseł do Parlamentu Europejskiego IX kadencji.

## Życiorys
Studiował anglistykę i edukację muzyczną na Uniwersytecie Leopolda i Franciszka w Innsbrucku, kształcił się też w szkole artystycznej Mozarteum w Salzburgu. Od 1981 do 2017 pracował dla austriackiego nadawcy publicznego ORF (z dwuletnią przerwą, gdy był prezenterem Sat.1 w Bawarii). Był m.in. prezenterem codziennego programu Willkommen Österreich, wiadomości sportowych Sport am Sonntag i serwisu informacyjnego Heute in Österreich, a także gospodarzem różnych programów rozrywkowych.
W 2004 i 2005 wyróżniany nagrodą Romy dla najpopularniejszego prezentera. W 2012 wziął udział w jednej z edycji rozrywkowego programu tanecznego Dancing Stars.
W 2017 zakończył swoją długoletnią współpracę z ORF, koncentrując się na aktywności zawodowej jako coach, specjalizujący się w treningu motywacyjnym. Zaangażował się też w działalność polityczną, wspierając Austriacką Partię Ludową. W 2018 był członkiem komitetu poparcia Johanny Mikl-Leitner w wyborach w Dolnej Austrii. W 2019 bez powodzenia kandydował na eurodeputowanego IX kadencji. Mandat w PE objął jednak w październiku 2023 w miejsce Simone Schmiedtbauer; dołączył do frakcji Europejskiej Partii Ludowej.
Autor publikacji książkowych: Nur keine Panik: mein Weg zurück ins Leben (2014), Nicht ohne meinen Schweinehund! Mein Weg zum lustvollen Leben (2015), Nur keine Krise: meine 52 Mental-Tipps (2016), Keine Panik vor dem Alter(n): Zu jung, um alt zu sein (2018).